# 梅茨阿尔本
梅茨阿尔本是德国莱茵兰-普法尔茨州的一个市镇。总面积30.01平方公里，总人口1182人，其中男性560人，女性622人（2011年12月31日），人口密度39人/平方公里。

## 参见

梅茨阿尔本 - Merzalben
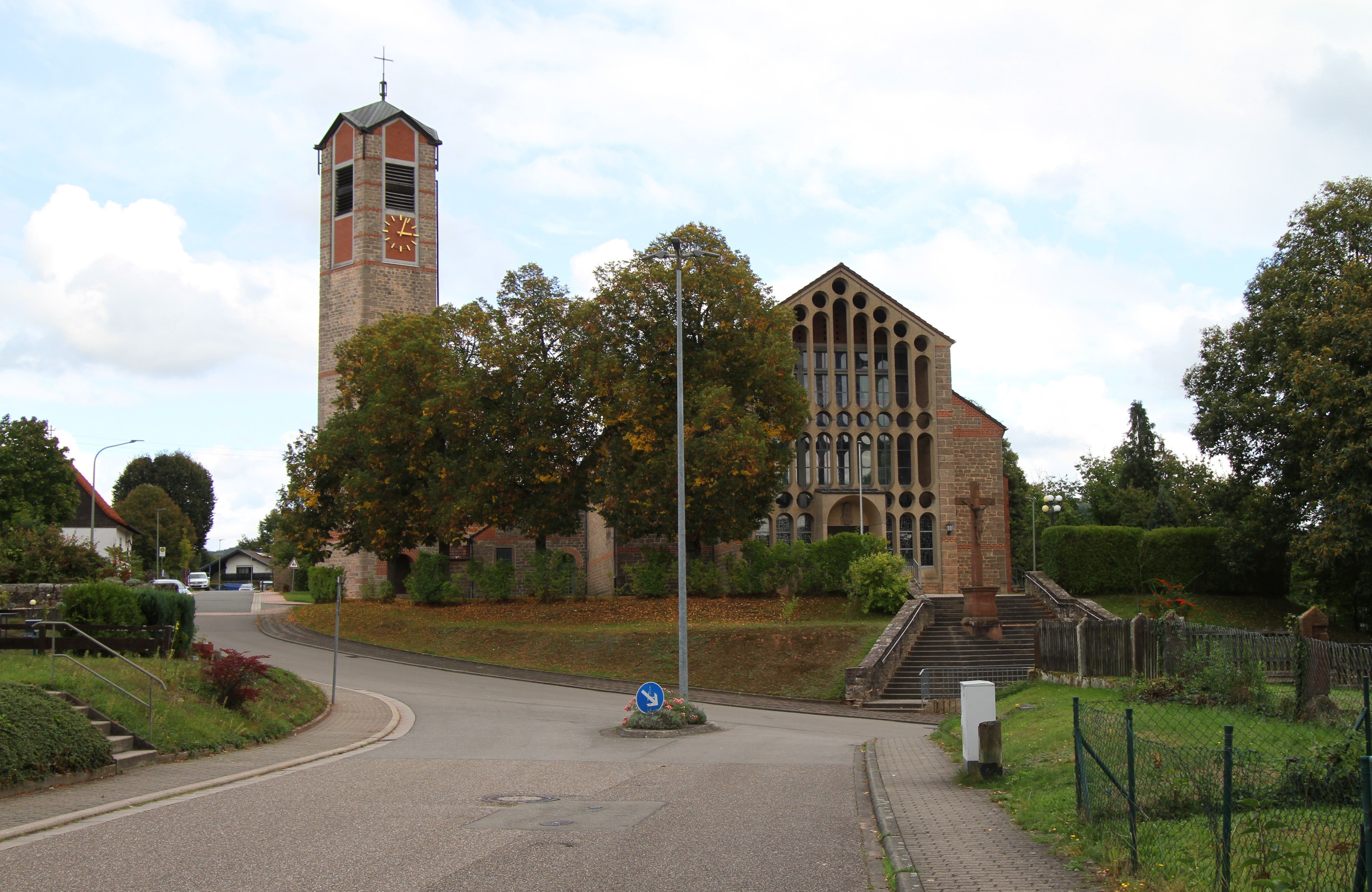
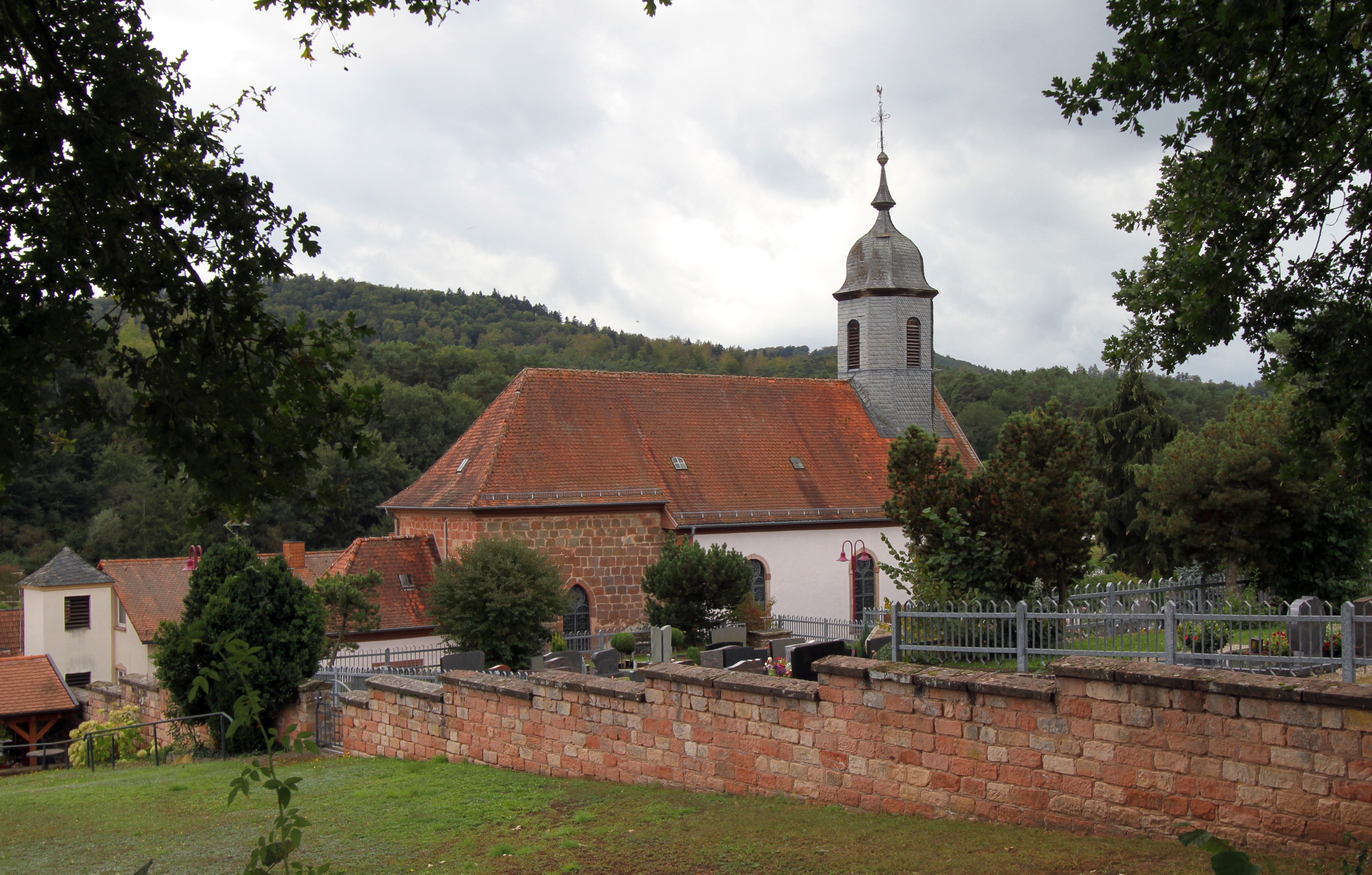
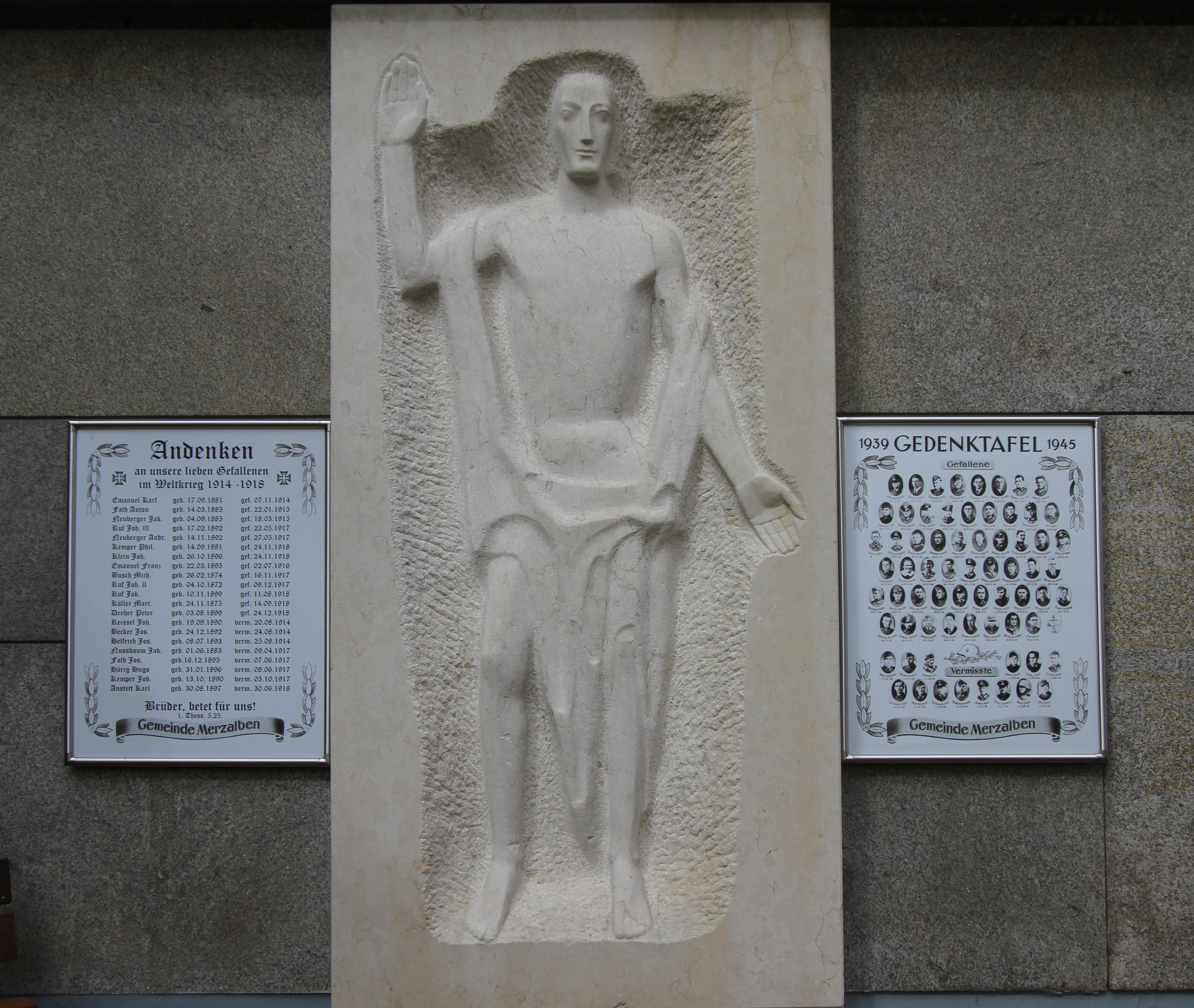
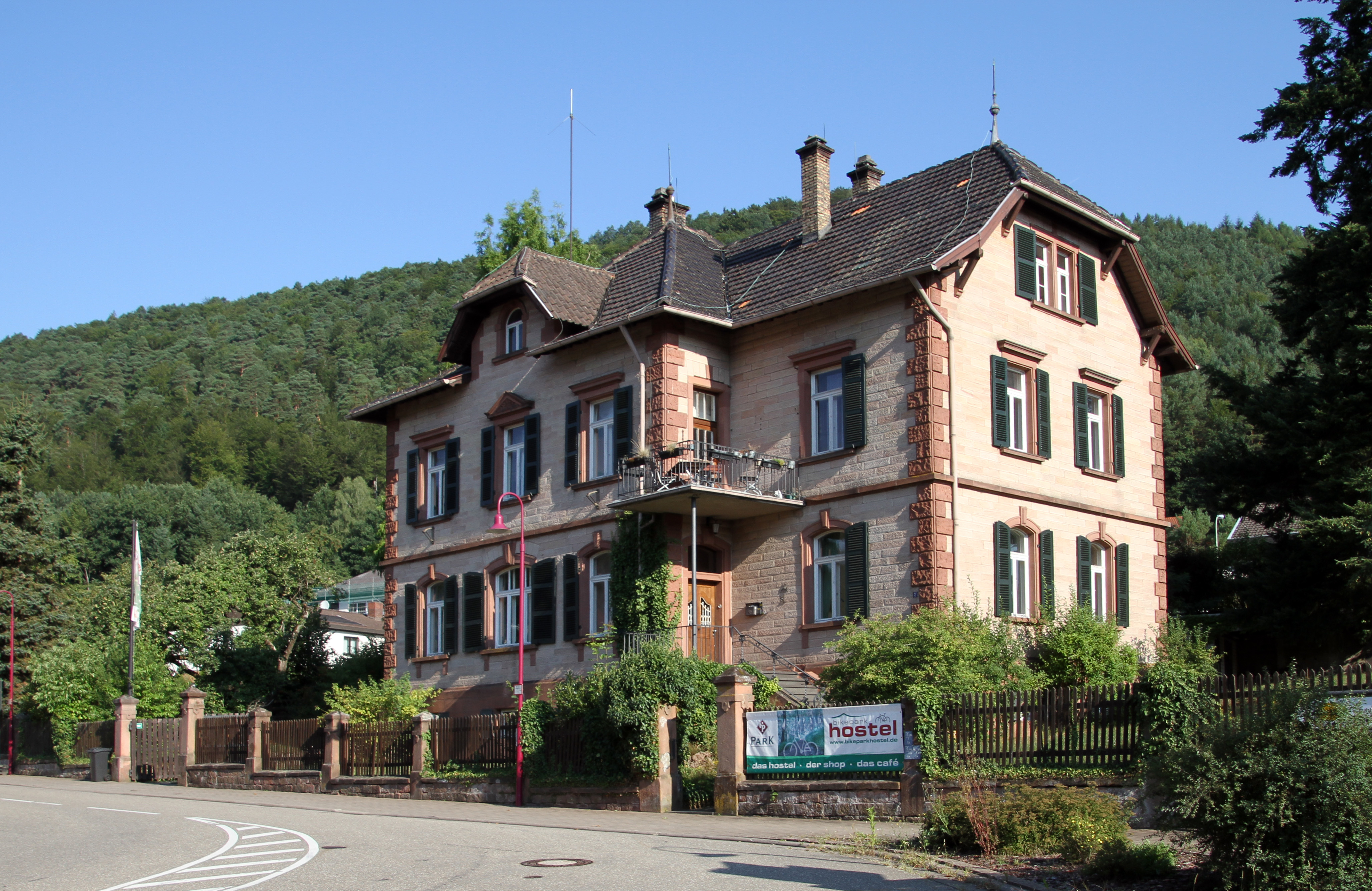
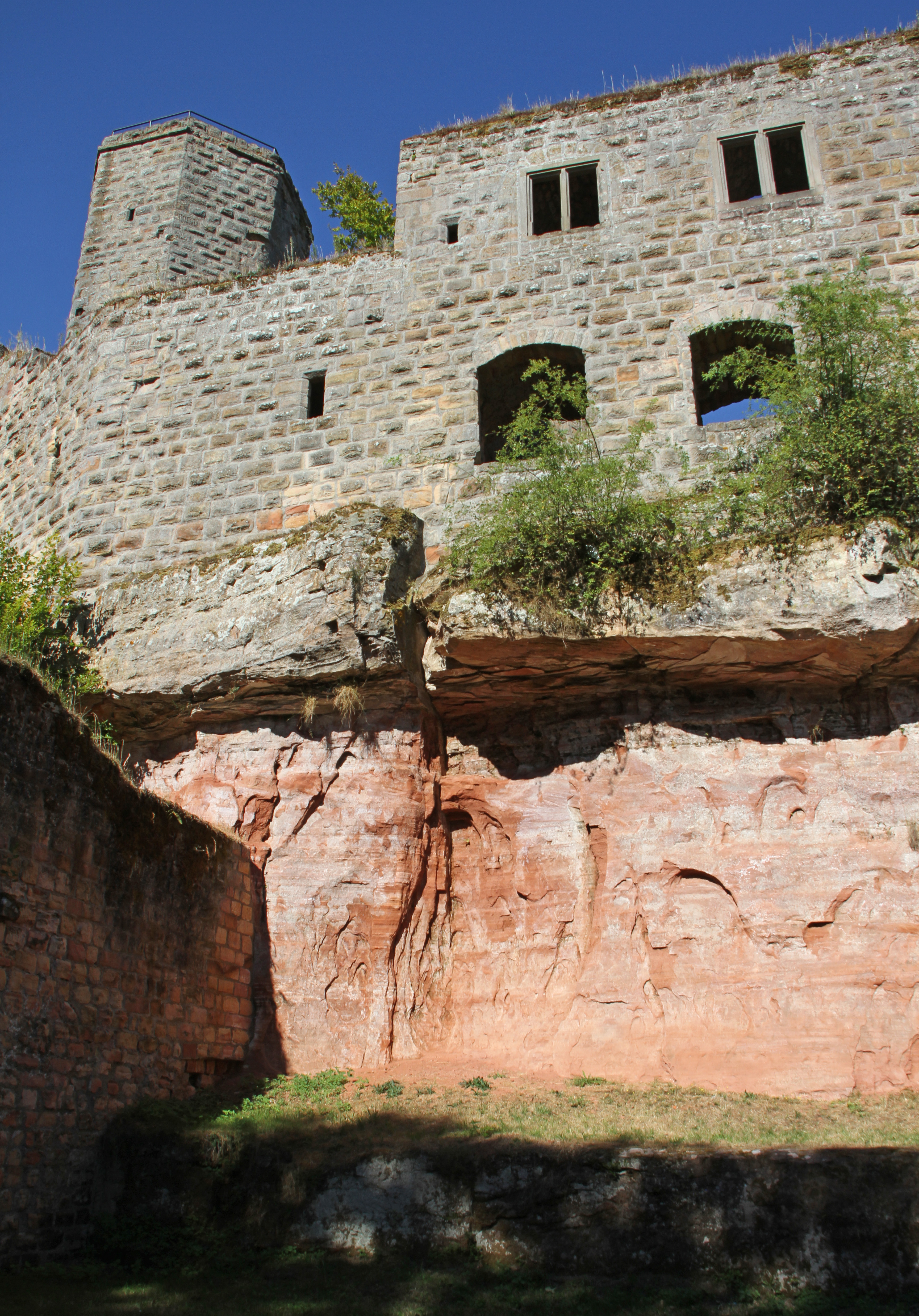
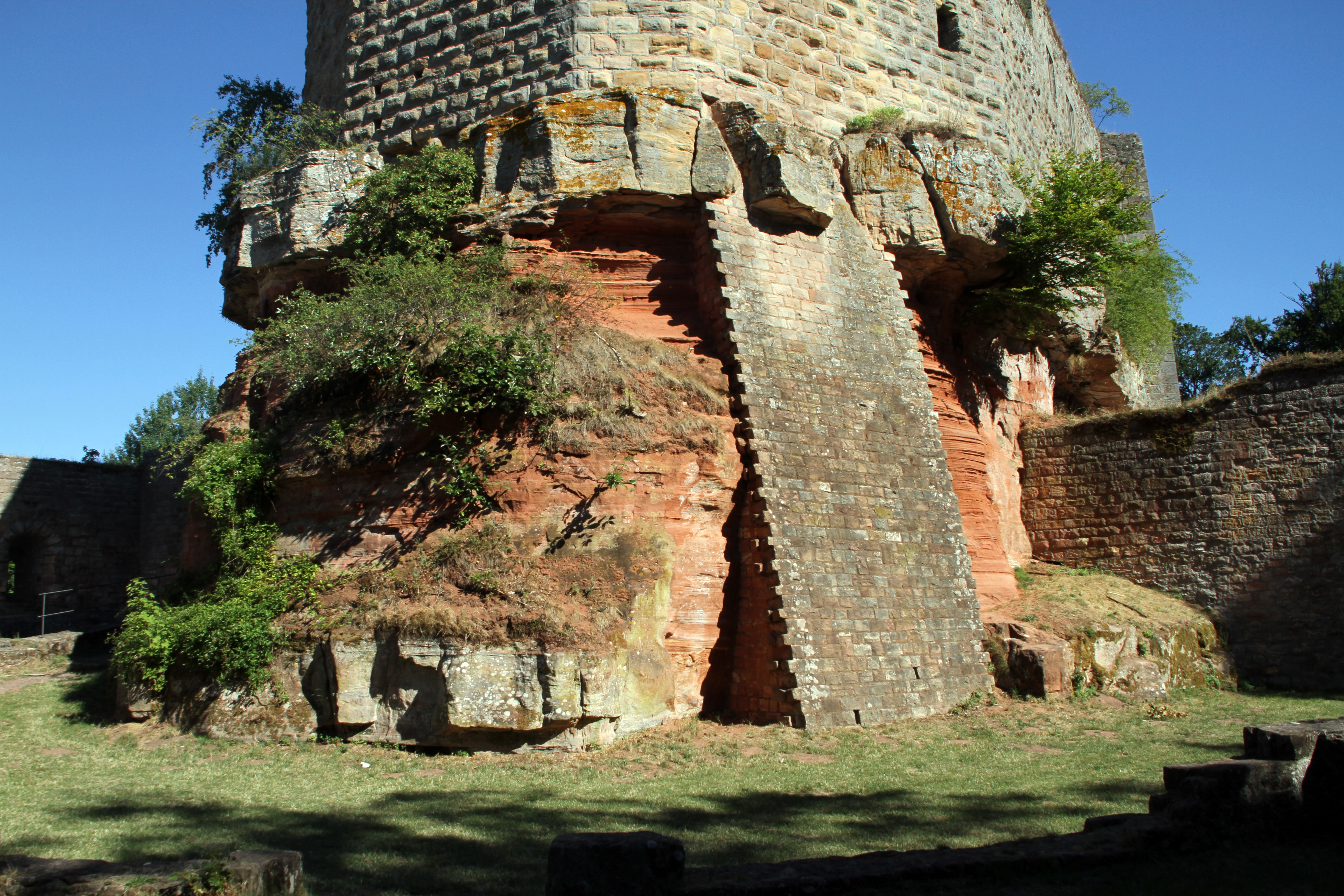
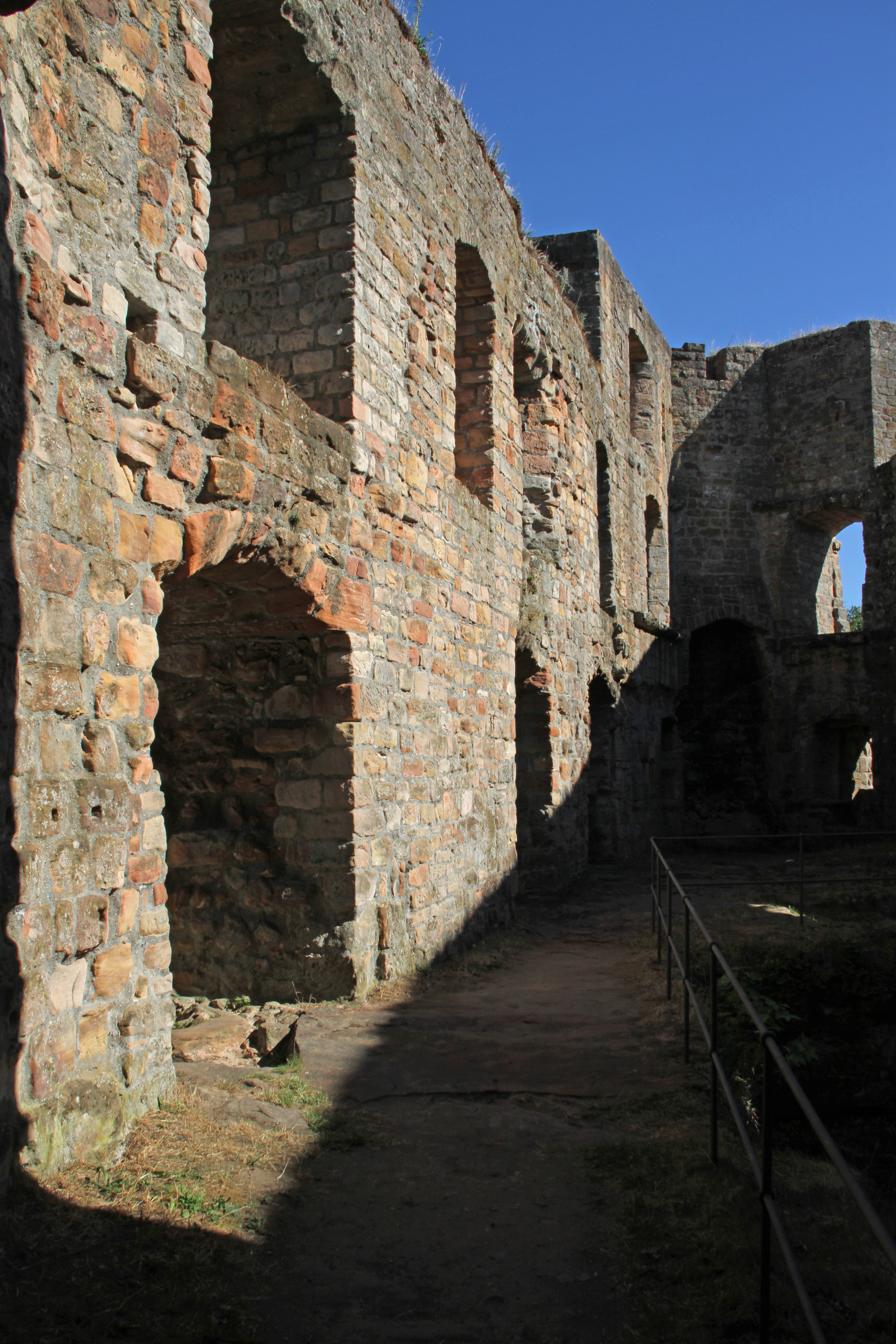
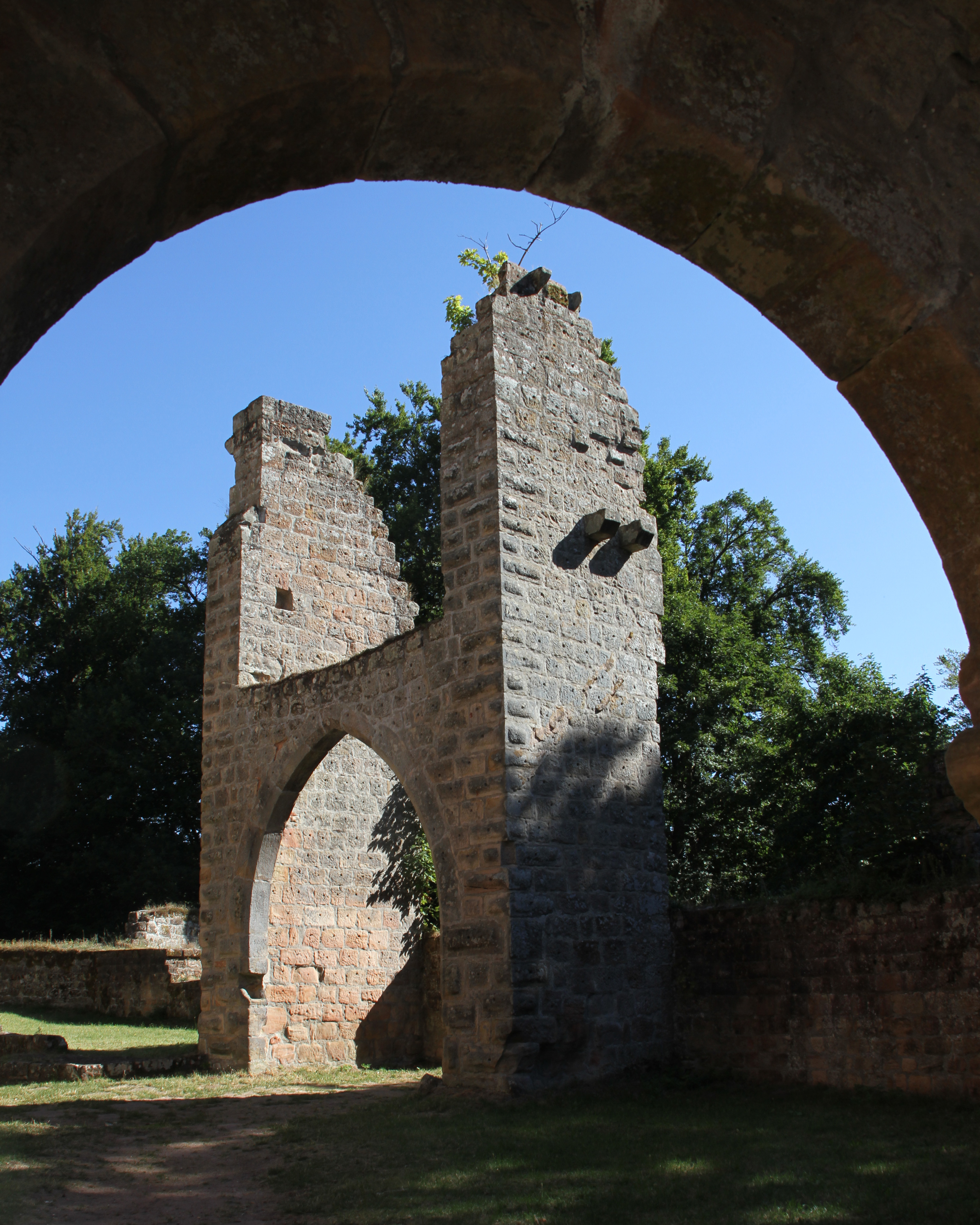